# Physospermum verticillatum
Physospermum verticillatum är en växtart i släktet Physospermum och familjen flockblommiga växter. Den beskrevs av Roberto de Visiani 1851.
Arten är en perenn ört som förekommer i centrala Medelhavsområdet från Balkan till Algeriet.